# Skwer im. Ireny Dowgielewiczowej (Gorzów Wielkopolski)
 Skwer im. Dowgielewiczowej znajduje się w północnej części Gorzowa Wielkopolskiego w dzielnicy Śródmieście. Jest to skwer umiejscowiony przy ul. Dąbrowskiego i Mickiewicza wzdłuż rzeki Kłodawki. Znajdują się tam urządzenia dla dzieci, plac zabaw, na rogu ulic Dąbrowskiego i Mickiewicza znajduje się obelisk ku czci Ireny Dowgielewiczowej. Niedawno skwer przeszedł modernizacje wytyczono m.in. nowe ścieżki, zainstalowano dodatkowe huśtawki dla dzieci, oraz nowe ławki. Na skwerze rośnie wiele okazów przyrodniczych m.in. miłorząb japoński.